# Oostenrijks referendum 1978

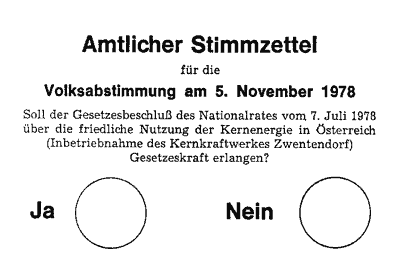
Stembiljet

Het Oostenrijks referendum van 1978 vond op 5 november van dat jaar plaats. Kiezers werd gevraagd of zijn instemden met de ingebruikname van de Kerncentrale Zwentendorf voor de opwekking van kernenergie voor vreedzame doeleinden. Een kleine meerderheid van 50,5% verzette zich tegen de regeringsplannen.
Het referendum van 1978 was de eerste volksraadpleging tijdens de Tweede Oostenrijkse Republiek.

## Uitslag
| Oostenrijks referendum van 5 november 1978   | Oostenrijks referendum van 5 november 1978 | Oostenrijks referendum van 5 november 1978 |
| Keuze                                        | Stemmen                                    | Percentage                                 |
| -------------------------------------------- | ------------------------------------------ | ------------------------------------------ |
| Neen                                         | 1.606.777                                  | 50,5%                                      |
| Ja                                           | 1.576.709                                  | 49,5%                                      |
| Geldige stemmen                              | 3.183.486                                  | 97,7%                                      |
| Ongeldige of blanco stemmen                  | 75.996                                     | 2,3%                                       |
| Totaal aantal stemmen                        | 3.259.482                                  | 100%                                       |
| Geregistreerde kiezers en opkomst            | 5.083.779                                  | 64,1%                                      |
| Bron: Bondsministerie van Buitenlandse Zaken |                                            |                                            |